# استخدام الحياة (كتاب)
استخدام الحياة هي رواية من تأليف الكاتب والصحفيّ والروائيّ المصريّ أحمد ناجي صدرت عام 2014 عن دار منشورات مرسوم للنشر والتوزيع وأُثير حولها الكثير من الجدل بعدما تسبّبت في اعتقال مؤلّفها ومُحاكمته بتهمة خدش الحياء العام ومن ثُم حُكم عليه بالسجن لمدة عامين.

## عن الرواية
تنتمي رواية استخدام الحياة إلى فئة روايات الديستوبيا أو أدب المدينة الفاسدة حيث الشخصيات مُضطربة غارقة في الضياع والأرواح مُفعمة باليأس. استخدم أحمد ناجي في السرد والحوار مزيجًا من اللغة العربية الفصحى واللهجة العامية المصرية، كما استخدم أسلوب سرد الأحداث على لسان الراوي، وهو بطل القصة الذي يستعيد ذكريات الماضي مع تقدمه في العمر بعدما عصفت الرياح والعواصف الترابية بشوارع القاهرة لتحيلها إلى دمار فيتذكر ما مر به بصحبة مجموعة من أصدقائه من وقائع ماض بائس كانت تُنبئ باقتراب كارثة لا ريب فيها.
تدور أحداث الرواية في ثلاث أزمنة مُختلفة حيث يبدأ بطل الرواية «بسام بهجت» في سرد ما جرى من وقائع الماضي فيأخذ القارئ في جولة داخل شوارع ودهاليز المدينة الغارقة في النفايات والفساد والانحلال الأخلاقي والمُهددة بالزوال على يد جمعية عالمية سرية تُسمى «جمعية معماريّي المدينة» حيث تهدف هذه الجمعية إلى إعادة تأسيس المدينة وفق فلسفتها الخاصة عن الجمال. ينتقل السرد في بعض أجزاء الرواية ليحكي ما يجرى في مستقبل المدينة بعد ما سمي بالزلزال العظيم وبعد أن عصفت بها رياح الخماسين الترابية العاتية فدمرت معالمها القديمة، وتختتم الرواية أحداثها في ما أسماه المؤلف «خليج دالي» بمشهد سريالي مستوحى من إحدى لوحات سلفادور دالي السريالية حيث تتحرك قطعان من أفيال البحر ذات السيقان الطويلة. تمزج الرواية أيضًا بين السرد بأسلوب الرواية وأسلوب القصص المصوّرة لنجد أحمد ناجي يتوقّف بين الفينة والفينة لتكمل القصّة رسوم أيمن الزرقاني، حيث يرى أحمد ناجي أن استخدام أسلوب القصص المصورة يجعل القارئ شريكًا للمؤلف في سرد الحكاية.

## الجدل حول الرواية
في شهر نوفمبر من عام 2015 أثير حول رواية استخدام الحياة الكثير من الجدل في الأوساط الثقافية والأدبية بمصر والعالم العربي بعدما أحالت نيابة وسط القاهرة الكلية الروائي المصري أحمد ناجي والصحفي طارق الطاهر رئيس تحرير صحيفة «أخبار الأدب» للمحاكمة بتهمة خدش الحياء العام. بدأت الأزمة حينما نشر الكاتب أحمد ناجي على صفحات جريدة أخبار الأدب الفصل الخامس من روايته الصادرة في عام 2014 عن دار منشورات مرسوم، والذي تضمّن وصفًا صريحًا لبعض الممارسات الجنسية. وفي فبراير 2016 أدين الكاتب والروائي أحمد ناجي وحُكم عليه بالسجن لمدة عامين، كما حُكم على الصحفي طارق الطاهر رئيس تحرير جريدة أخبار الأدب بدفع غرامة مالية قيمتها 10 ألاف جنيه مصري لتقصيره في مهام عمله والتي تتضمن انتقاء ما يصلح أن يُنشر على صفحات الجريدة.

## مقتطفات من الرواية
كل هذا يبدو بعيدا الآن. ولا أسعى من وراء ما أكتبه إلى إعادة التذكير بما كان، أو تحليل ما حدث. فليست هذه إلا مجموعة من الأوراق والذكريات لرجل عجوز احترف الكتابة سرًا لسنوات. خطاب مرسل إلى الماضي. خدعة كاذبة جعلتها تأخذ شكل النصائح والأدلة السياحية. لا تبرير للكتابة لأنني فشلت في إيجاد المبررات، أو ربما لأن المبررات لم توجد في الحياة أبدًا.

## نبذة عن الكاتب
مؤلف هذه الرواية هو الكاتب والصحفي المصري أحمد ناجي الذي صدرت له من قبل رواية بعنوان «روجرز» في عام 2007، وتُعتبر رواية استخدام الحياة هي عمله الروائي الثاني.

## روابط خارجية
- صفحة الكتاب على موقع جود ريدز